# ヒイラギ
ヒイラギ（柊・疼木・柊木、学名: Osmanthus heterophyllus）は、モクセイ科モクセイ属に分類される常緑小高木の1種。冬に白い小花が集まって咲き、甘い芳香を放つ。とげ状の鋸歯をもつ葉が特徴で、邪気を払う縁起木として生け垣や庭木に良く植えられる。

## 名称
和名ヒイラギは、葉の縁の刺に触るとヒリヒリと痛むことから、痛いという意味を表す日本語の古語動詞である「疼（ひひら）く・疼（ひいら）ぐ」の連用形・「疼（ひひら）き・疼（ひいら）ぎ」をもって名詞としたことによる。疼木（とうぼく）とも書き、棘状の葉に触れると痛いからといわれている。
別名でヒラギともよばれる。学名の種小名は「異なる葉」を意味し、若い木にある棘状の葉の鋸歯が、老木になるとなくなる性質に由来する。

## 分布と生育環境
台湾と日本に分布する。日本では、本州（福島県・関東地方以西）、四国、九州（祖母山）、沖縄に分布する。
山地に生育する。

## 形態・生態

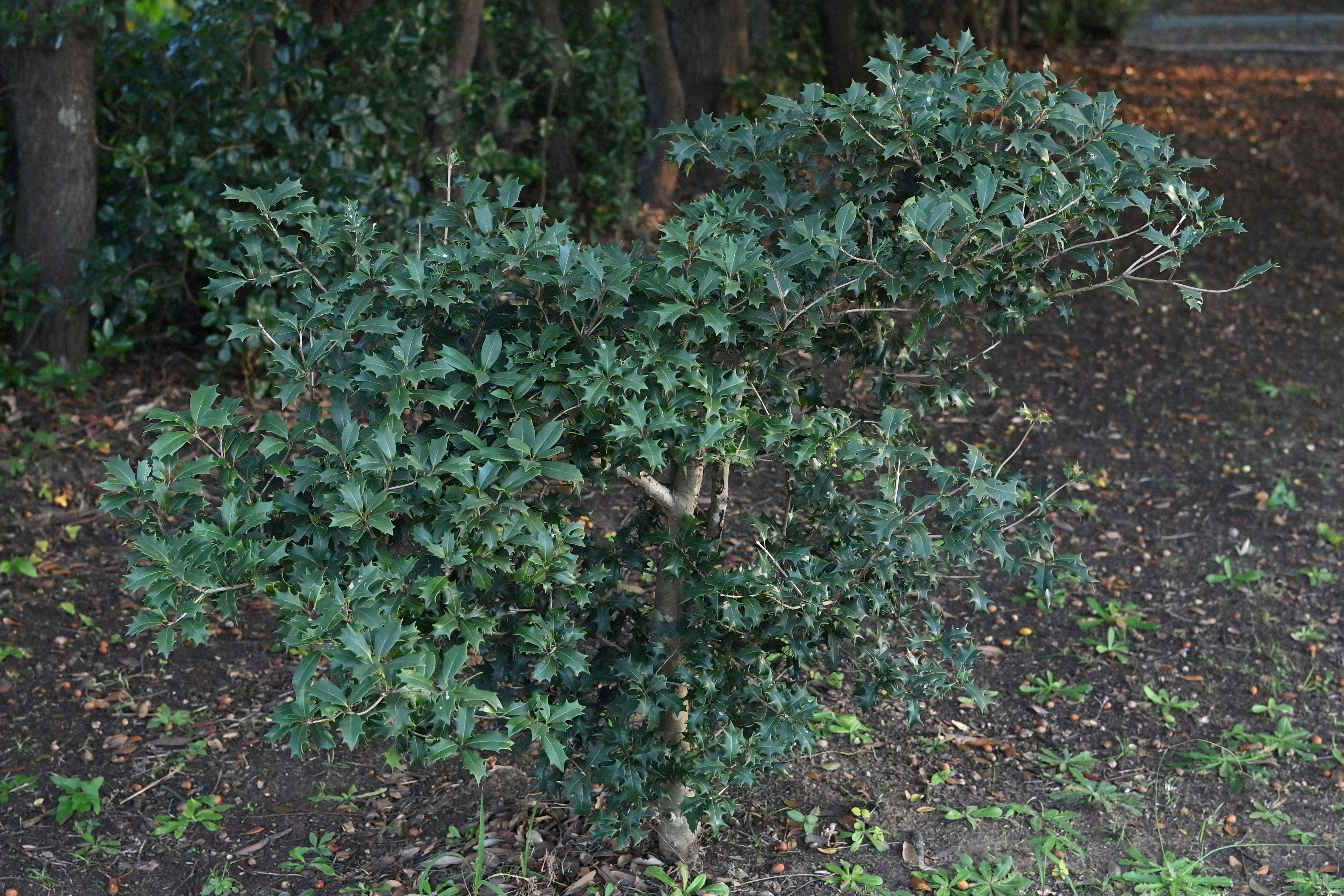
ヒイラギの幼木

常緑広葉樹。小高木で、樹高は4 - 8メートル (m)。
葉は対生し、葉色は濃緑色。革質で光沢があり、長さ4 - 7センチメートル (cm) の楕円形から卵状長楕円形をしている。その葉縁には先が鋭い刺となった鋭鋸歯がある。葉の形は変異が多く、ほとんど鋸歯がないもの、葉の先だけに鋸歯がつくもの、鋸歯が粗いもの、トゲが尖っているものまでさまざまである。若樹のうちは葉の棘が多いが、老樹になると葉の刺は次第に少なくなり、縁は丸くなって先端だけに棘をもつようになる。葉の鋭い棘は、樹高が低い若木のうちに、動物に食べられてしまうことを防いで生き残るための手段と考えられている。
花期は10月中旬 - 12月中旬。葉腋に直径5ミリメートル (mm) ほどの芳香のある白色の小花を多数密生させる。雌雄異株で、雄株の花は2本の雄蕊が発達し、雌株の花は花柱が長く発達して結実する。花は同じモクセイ属のキンモクセイに似た芳香がある。花冠は4深裂して、裂片は反り返る。
実は長さ12 - 15 mmの楕円形になる核果で、はじめは青紫色で、翌年6 - 7月に黒っぽい暗紫色に熟す。そして、その実が鳥に食べられることにより、種が散布される。

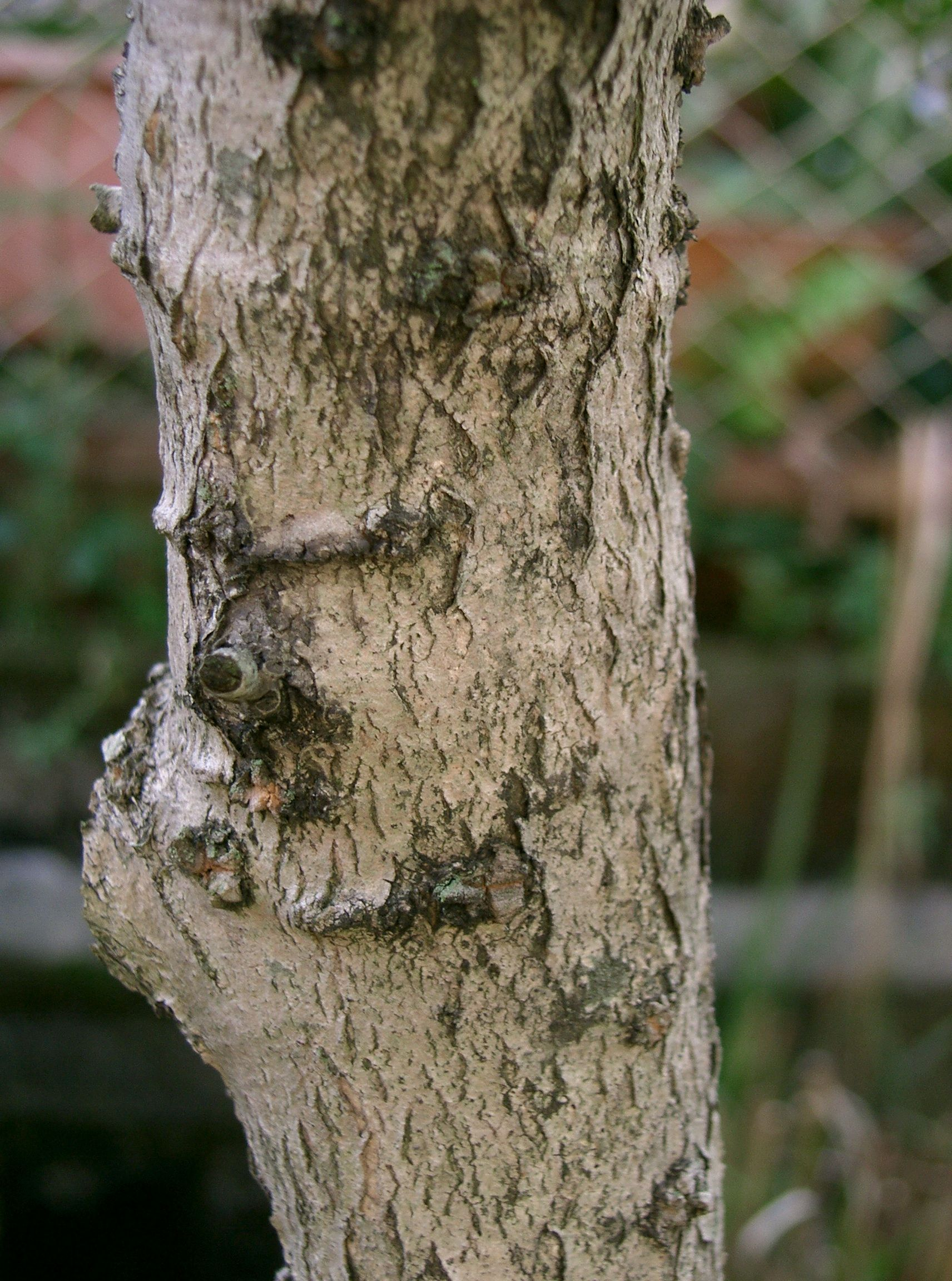
樹皮
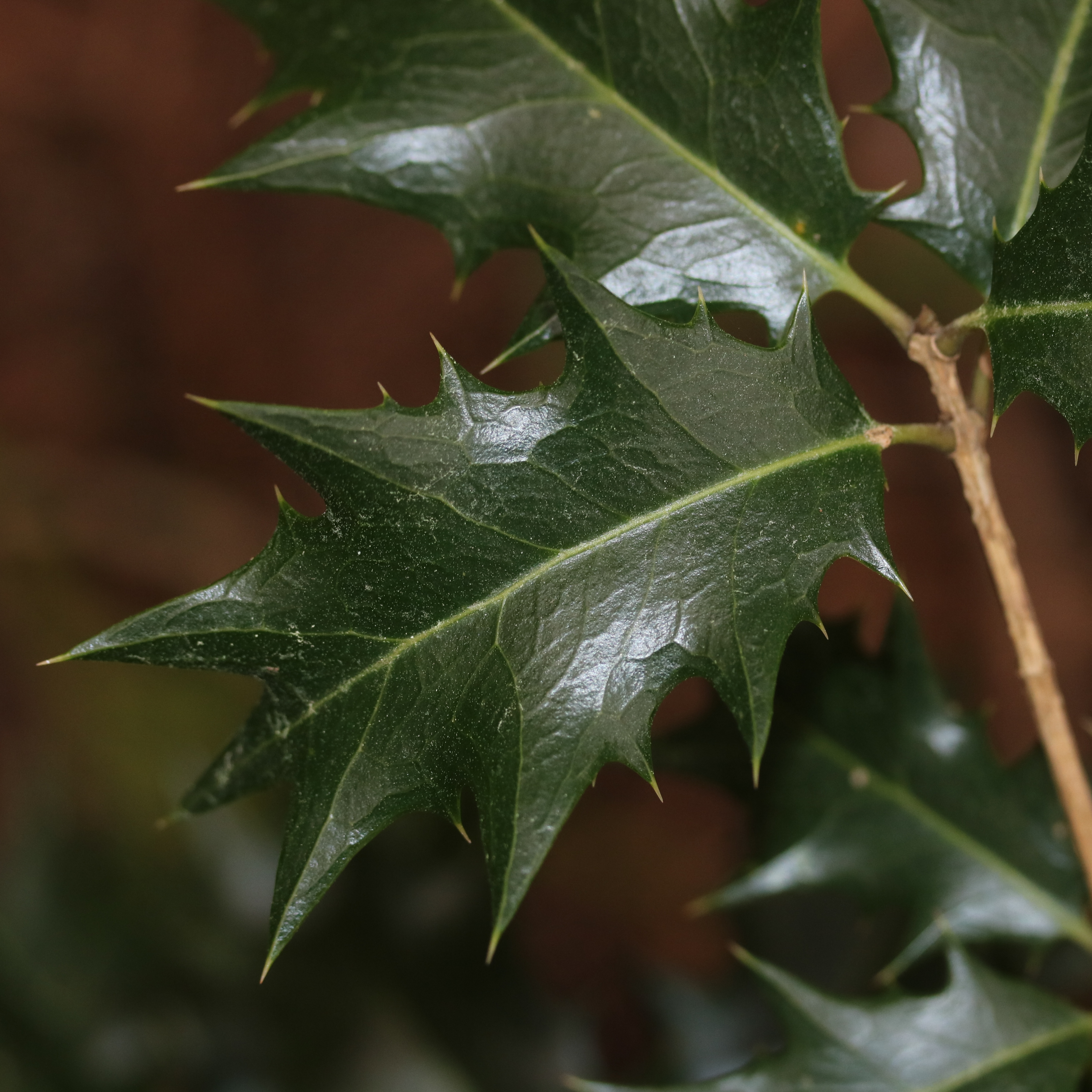
先が鋭い刺となった鋭鋸歯がある葉
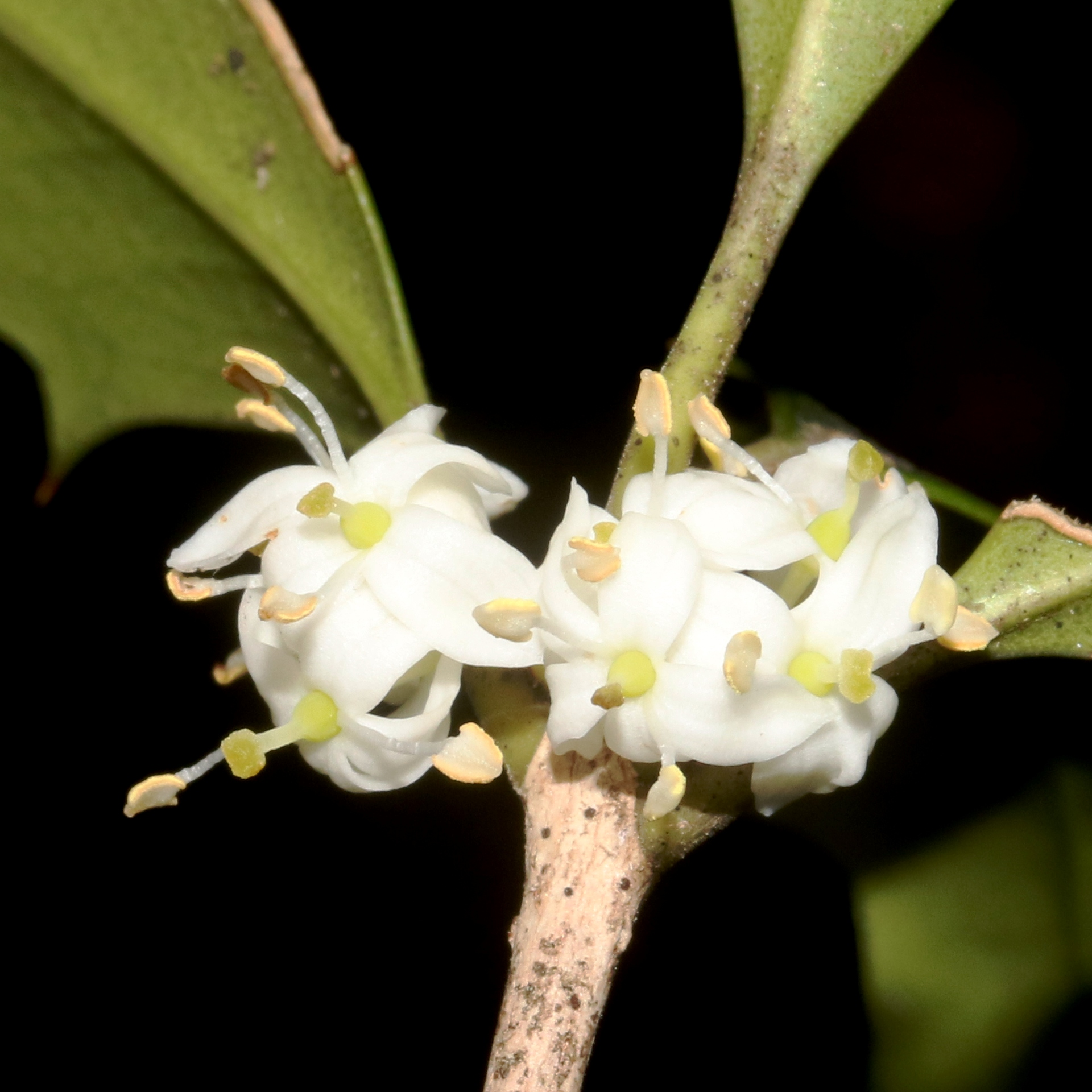
雌株の両性花 花冠は4深裂し、裂片はそりかえる
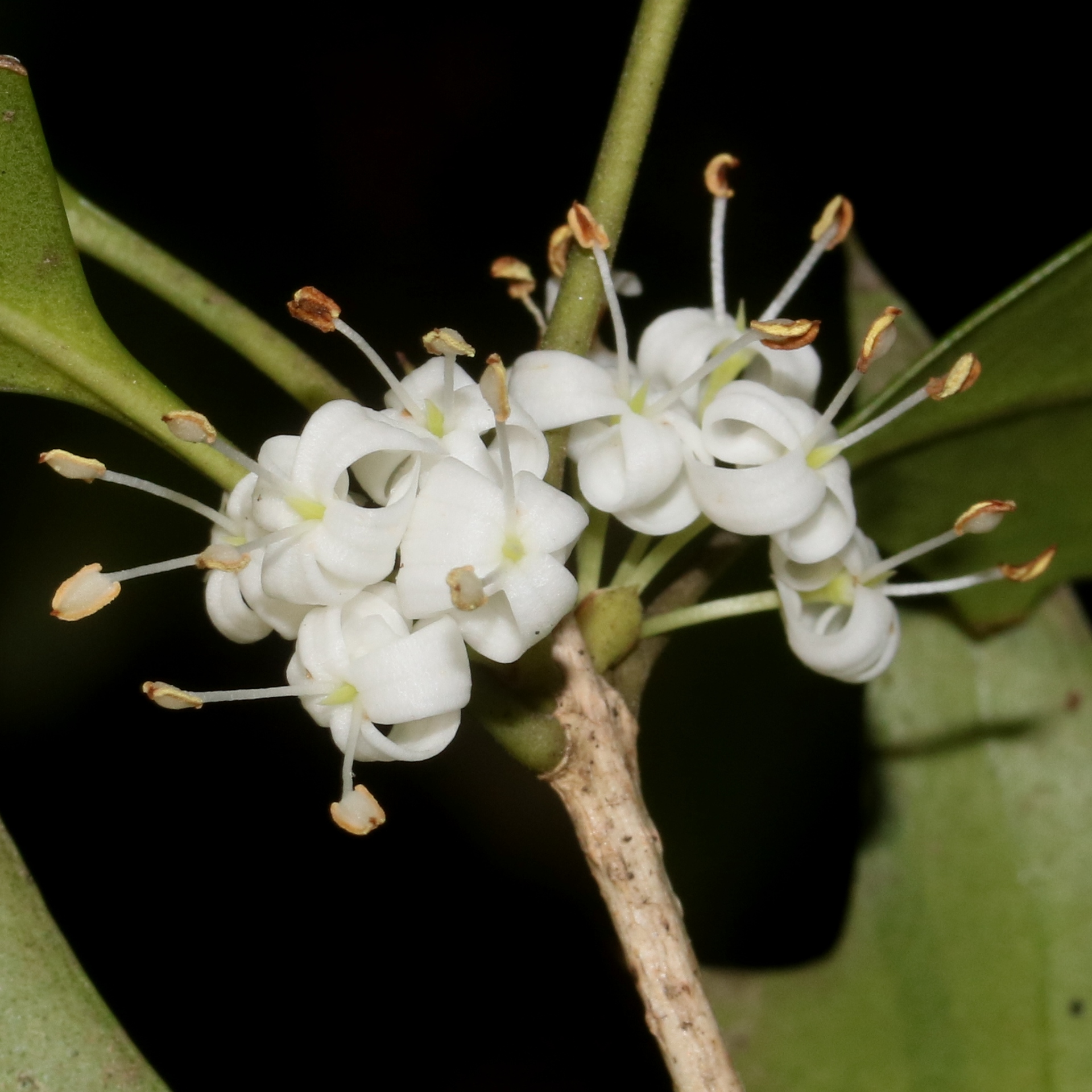
雄株の雄花
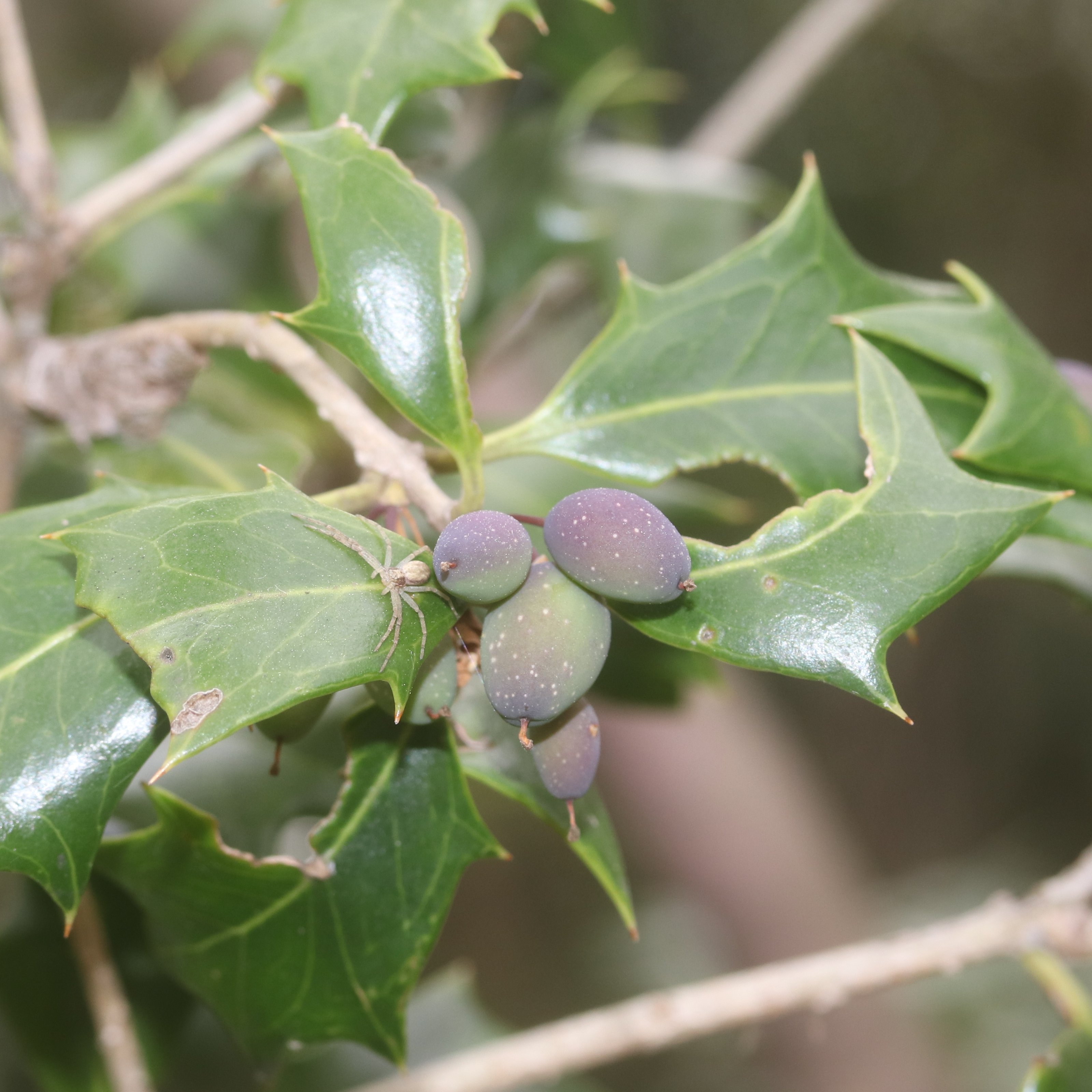
果実

## 品種
園芸品種には黄色や白色の斑入り葉の品種があり、寄せ植え材料として市場に流通する。カラーリーフの園芸種は低木で、樹高が0.5 - 2 mと高くない。

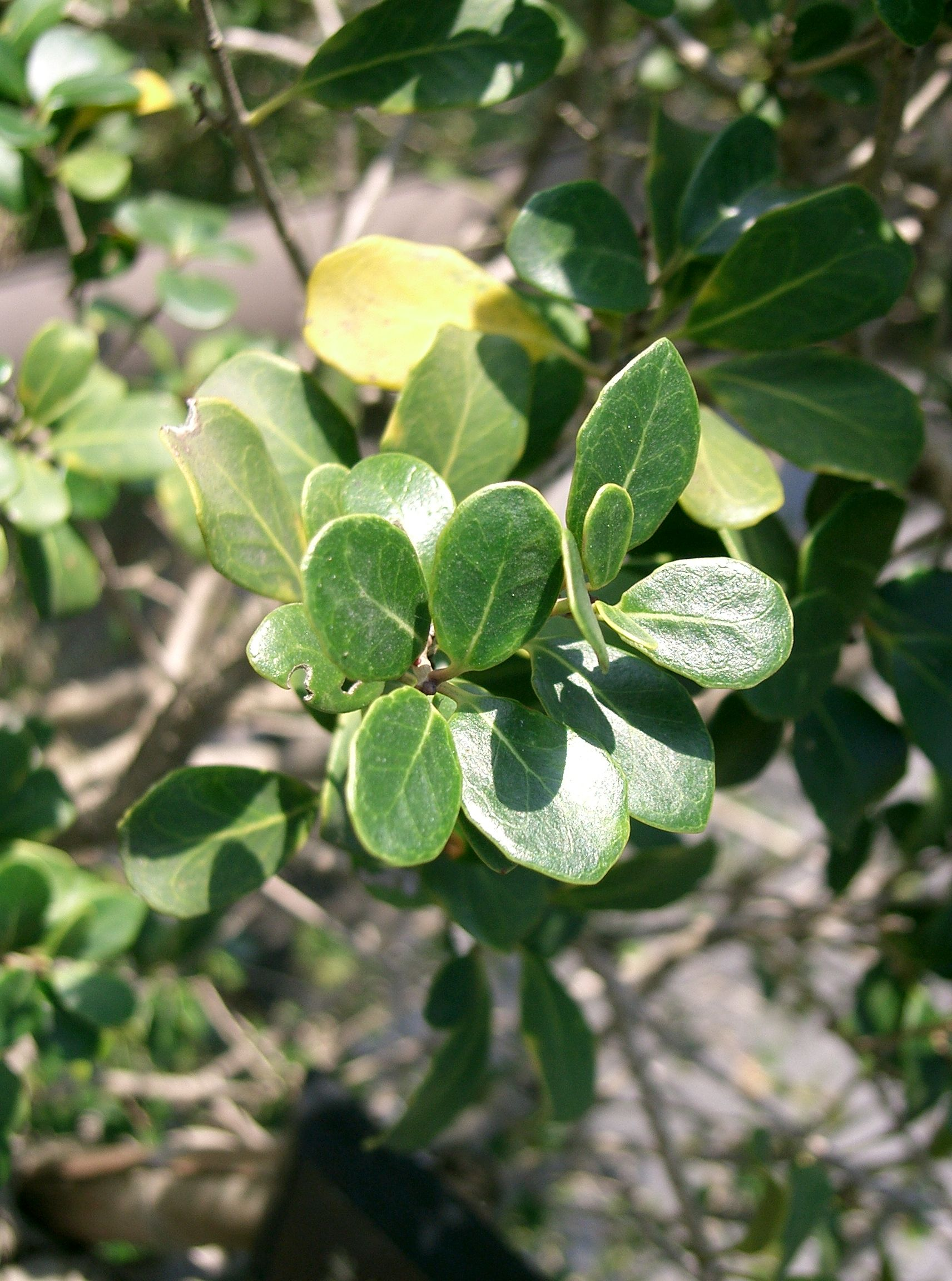
キッコウヒイラギ（亀甲柊、O. h.  f. subangustatus）
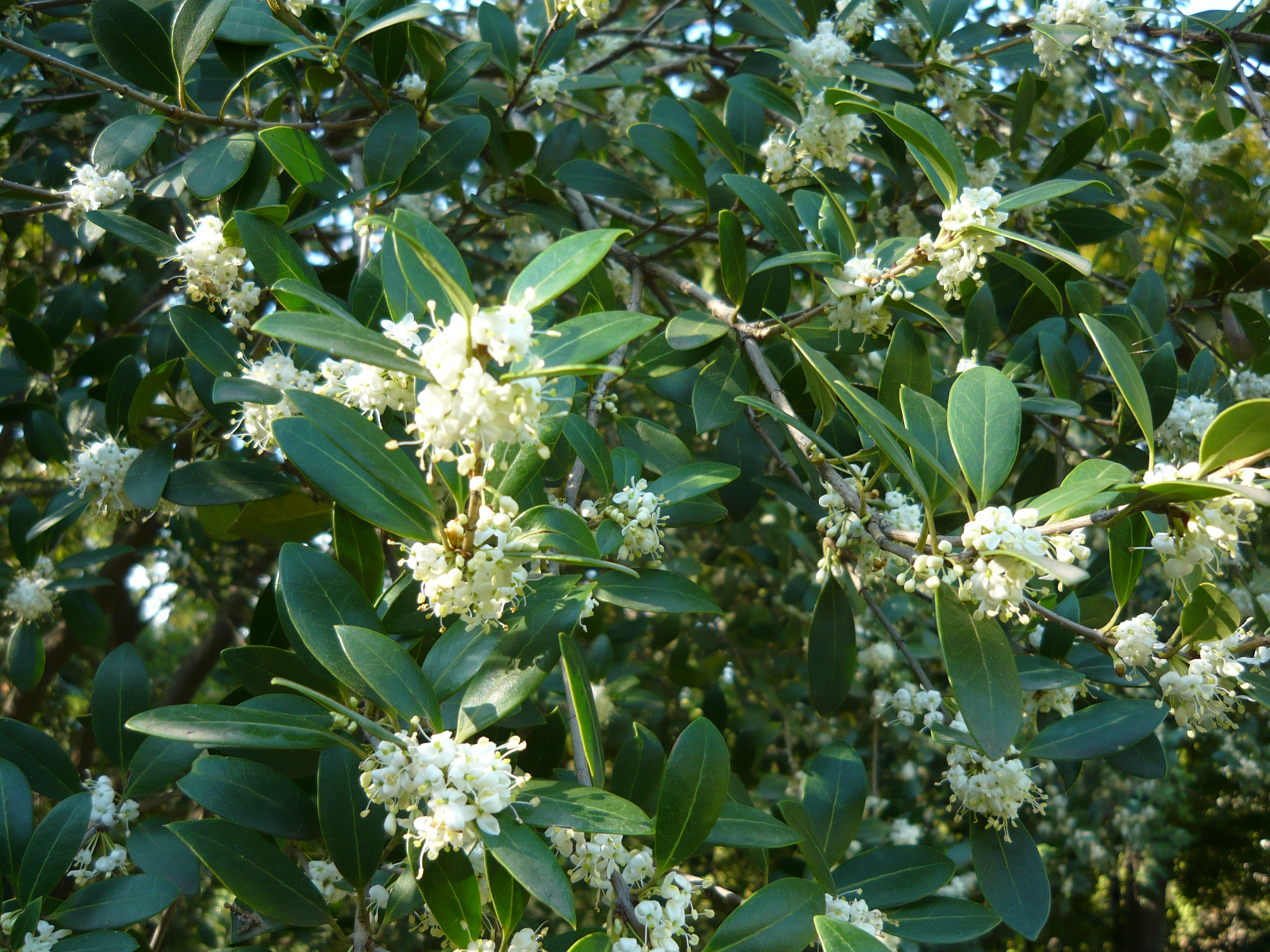
マルバヒイラギ（丸葉柊、O. h. cv. Rotundifolius）
- ‘オールゴールド’
鮮やかな黄色の葉が目を引く黄金葉の園芸品種[15]。
- ‘ゴショクヒイラギ’（五色柊）
葉に全体的に散りばめたようなクリーム色の斑が入る園芸品種[15]。
- ‘フイリヒイラギ’（斑入り柊）
ヒイラギの園芸種で葉の縁が白くなる[15]。樹高は一般のヒイラギよりも小さく、2 mほどにしかならない。生長力がないため生け垣など刈り込むことには向かない[9]。

- マルバヒイラギ
- マルバヒイラギの花と葉

## 栽培
陰樹で半日陰を好む性質があり、日陰の庭でも植栽可能である。生長のスピードは遅いほうで、乾いた土壌を好み砂壌土に根を深く張る。極端な排水不良地や痩せ地でない限り、場所を選ぶことはほとんどない。ただし、葉が夏焼しやすい栽培品種‘オールゴールド’は、西日を避けた場所に植えられる。低木で常緑広葉樹であるため、盆栽などとしても作られている。殖やし方は、実生または挿し木による。植栽適期は3 - 4月、6 - 7月上旬、9月中旬 - 10月中旬とされ、堆肥を十分に入れて植える。1 - 2月は寒肥として有機質肥料を与える。剪定適期は、4月と7月とされる。

### 病虫害

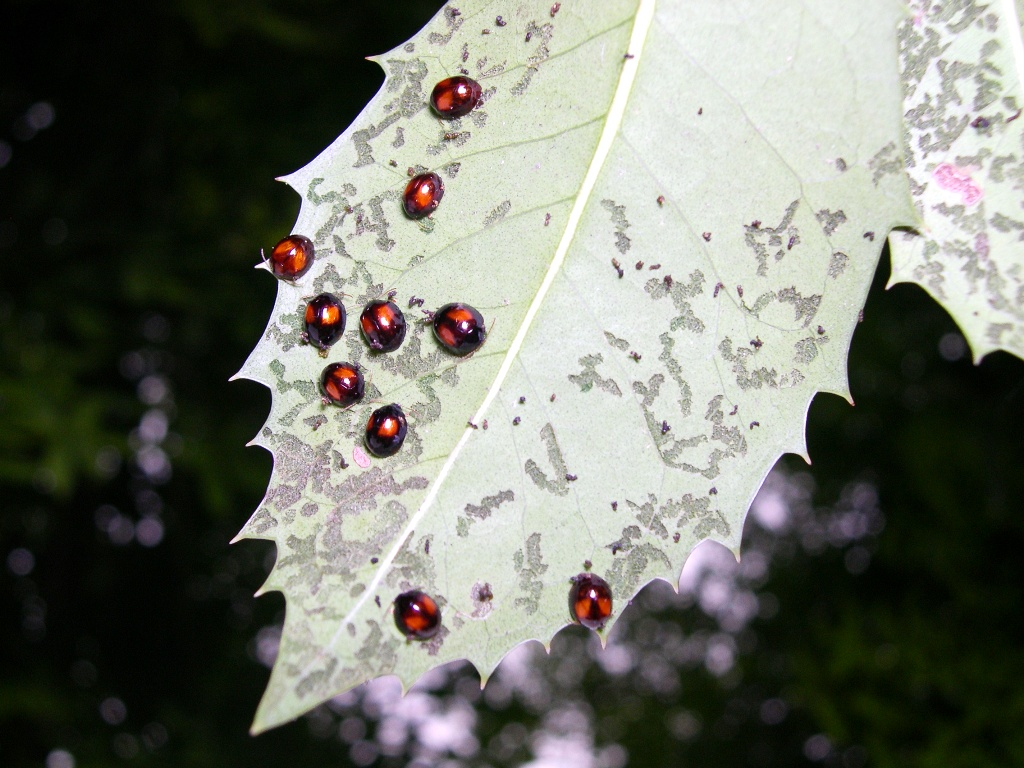
ヒイラギモクセイを食害中のヘリグロテントウノミハムシ

ヒイラギは、庭木の中では病虫害に強い植物である。しかし、ヘリグロテントウノミハムシ（Argopistes coccinelliformis、ハムシ科）に食害されることがある。この虫に寄生されると、春に新葉を主に、葉の裏から幼虫が入り込み、食害される。初夏には成虫になり、成虫もまた葉の裏から食害する。食害された葉は枯れてしまい、再生しない。駆除は困難である。防除として、春の幼虫の食害前に、農薬（スミチオン、オルトランなど）による葉の消毒。夏の成虫は、捕獲駆除。冬に、成虫の冬眠を阻害するため、落ち葉を清掃する。ヘリグロテントウノミハムシは、形状がテントウムシ（二紋型のナミテントウやアカホシテントウ）によく似ていて、「アブラムシを食べる益虫」と間違えられ、放置されやすい。ヘリグロテントウノミハムシは、テントウムシ類より触角が太く長く、また跳躍力が強く、人が触ると跳ねて逃げるので見分けがつく。

## 利用
花は冬に咲き香りがよく、庭木としてよく植えられる。葉に棘があるため、防犯目的で生け垣に利用することも多い。
幹は堅く、なおかつしなやかであることから、衝撃などに対し強靱な耐久性を持っている。このため、玄翁と呼ばれる重さ3kgにも達する大金槌の柄にも使用されている。特に熟練した石工はヒイラギの幹を多く保有し、自宅の庭先に植えている者もいる。他にも、細工物、器具、印材などに利用される。

## 文化
古くから邪鬼の侵入を防ぐと信じられ、庭木に使われてきた。厄除けの思想から、昔は縁起木として門前に植えられてきた。家の庭には表鬼門（北東）にヒイラギ、裏鬼門（南西）にナンテンの木を植えると良いとされている（鬼門除け）。また節分の夜にヒイラギの枝に鰯の頭を門戸に飾って邪鬼払いとする風習（柊鰯）が全国的に見られる。「鰯の頭も信心から」という言い方があるのはこれによる。
花言葉は、「先見の明」である。
日本においては、「柊の花」は初冬（立冬〔11月8日ごろ〕から大雪の前日〔12月7日ごろ〕）の季語とされている。

## 類似の植物
似たような形のヒイラギモクセイは、ヒイラギとギンモクセイの雑種といわれ、葉は大きく縁にはあらい鋸歯があるが、結実はしない。
クリスマスの飾りに使うのはセイヨウヒイラギ（Ilex aquifolium）であり、ヒイラギの実が黒紫色であるのに対し、セイヨウヒイラギは初冬に赤く熟す。「ヒイラギ」とあっても別種であり、それだけでなくモチノキ科に分類され、本種とは類縁的には大きく異なる。ヒイラギは葉が対生するのに対し、セイヨウヒイラギでは葉は互生するので、この点でも見分けがつく。
その他、ヒイラギの鋭い鋸歯が特徴的なため、それに似た葉を持つものは「ヒイラギ」の名を与えられる例がある。外来種ではヒイラギナンテン（Berberis japonica）（メギ科）がよく栽培される。他に琉球列島にはアマミヒイラギモチ（Ilex dimorphophylla）（モチノキ科）、ヒイラギズイナ（Itea oldhamii）（スグリ科）がある。また、ヒメヒイラギ（Ilex aquifolium）（モチノキ科）という植物があるが、これはヒイラギの矮性種ではなく別科のモチノキ科の植物である。ほかに、鋭い鋸歯を持つものにリンボク（Prunus spinulosa）（バラ科）があり、往々にしてヒイラギと間違えられる。また、ヒイラギを含めてこれらの多くは幼木の時に鋸歯が鋭く、大きくなると次第に鈍くなり、時には鋸歯が見えなくなることも共通している。